# Cunard Yanks
Los Cunard Yanks (también conocidos como Boat Boys o Hollywood Boys) eran la tripulación doméstica masculina de la Cunard Line de clase obrera británica que trabajaba en las rutas de transporte transatlántico desde Liverpool a Nueva York y Montreal, desde finales de la década de 40s hasta la década de 60s.
Los Cunard Yanks están asociados con la importación de la moda y la cultura musical estadounidenses de la década de 1950 a Liverpool, lo que influyó en Merseybeat y The Beatles.